# Марта Коклі
Ма́рта Ме́рі Ко́клі (англ. Martha Mary Coakley; нар. 14 липня 1953, Піттсфілд, Массачусетс, США) — американська політична діячка, юристка, окружна прокурорка Мідлсекса (1999—2007) і генеральна прокурорка штату Массачусетс (2007—2015). 2010 року, представляючи Демократичну партію, брала участь у виборах сенатора від Массачусетсу. Набравши 47 % голосів, програла Скоттові Брауну. 2014 року набрала 46,5 % голосів на виборах губернатора Массачусетса, поступившись Чарлі Бейкеру.

## Життєпис

### Ранні роки
Народилася в Піттсфілді, Массачусетс, в родині Едварда і Філліс Коклі. Її батько, ветеран Другої світової і Корейської воєн, був дрібним підприємцем. Мати була домашньою господаркою. Коли Марті виповнився рік, родина переїхала до Норт-Адамсу. Там вона вчилася в школі святого Джозефа і старшій школі Друрі. Випустилася 1971 року.

### Освіта і початок кар'єри
1975 року Коклі закінчила Коледж Вільямс cum laude, зі ступенем бакалавра мистецтв. 1979 закінчила школу права Бостонського університету зі ступенем доктора юридичних наук. Улітку 1978 року, бувши студенткою юридичного факультету, Коклі працювала в юридичній фірмі «Донован і О'Коннор» з Адамса, штат Массачусетс. Після закінчення школи права, Коклі почала працювати юристкою в Бостоні, Массачусетс. Спершу в юридичній фірмі «Паркер, Колтер, Дейлі і Вайт» (англ. Parker, Coulter, Daley & White а потім практикувалася в «Ґудвін Проктер» (англ. Goodwin Procter.

### Помічниця окружного прокурора
1986 року Коклі стала працювати помічницею окружного прокурора в Ловеллі, штат Массачусетс. Рік по тому, Міністерство юстиції США запропонувало їй посаду спеціального адвоката до складу Бостонських сил у боротьбі з організованою злочинністю (англ. Boston Organized Crime Strike Force. Коклі повернулася до окружної прокуратури 1989 року й два роки по тому її було призначено керівницею відділу карного переслідування за жорстоке поводження з дітьми.
1997 року Коклі, разом з окружним прокурором Томом Райлі та Жераром Леоном очолили судове переслідування молодої британської няні Луїзи Вудворд (англ. Louise Woodward, яку згодом було засуджено за смерть восьмимісячного Метью Іпена (англ. Matthew Eappen з Ньютона, штат Массачусетс.